# Liste des sénateurs des États-Unis pour Washington
Cet article dresse la liste des membres du Sénat des États-Unis élus de l'État de Washington depuis son admission dans l'Union le 11 novembre 1889.

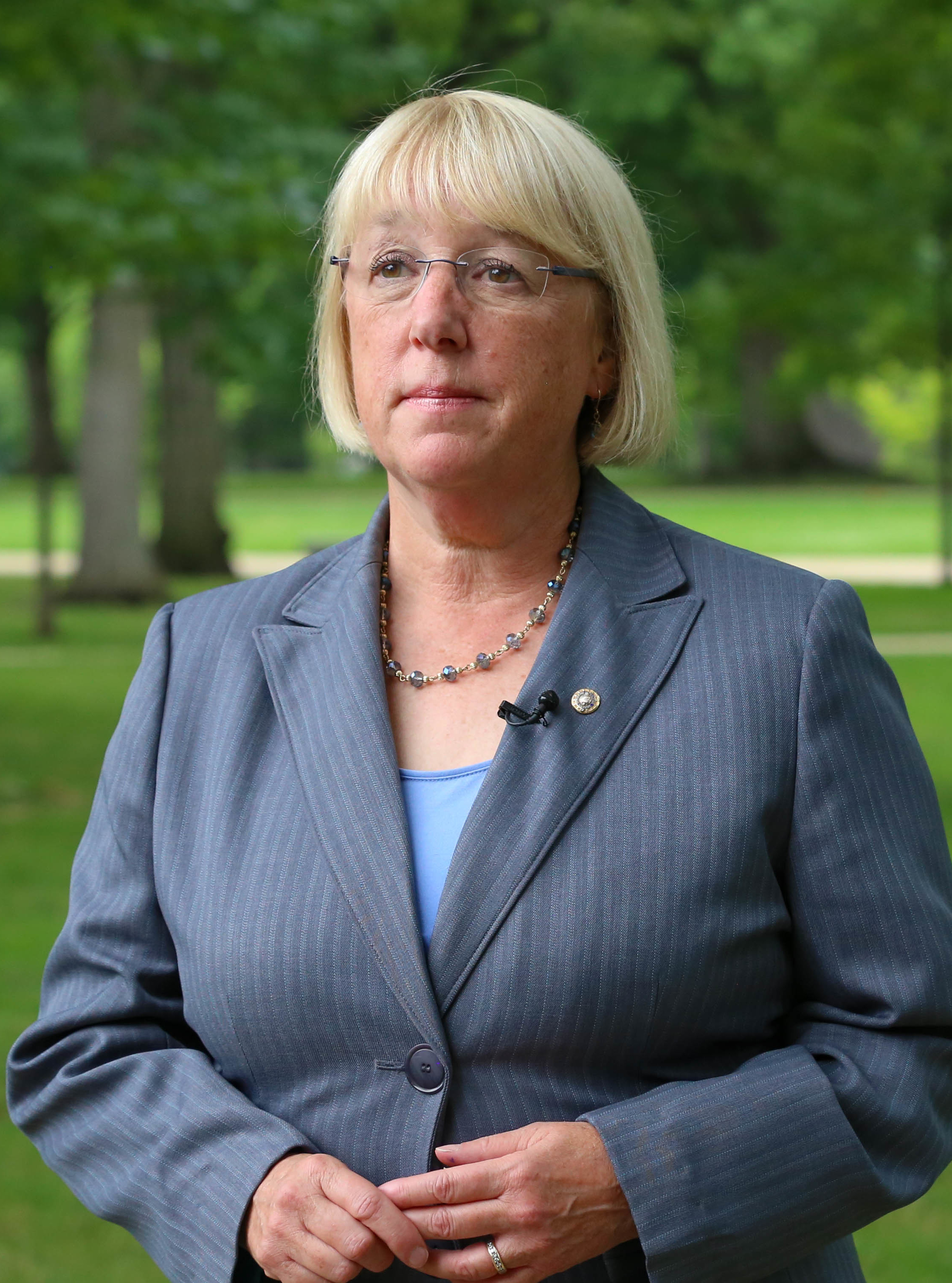
Patty Murray (D), sénatrice depuis 1993.
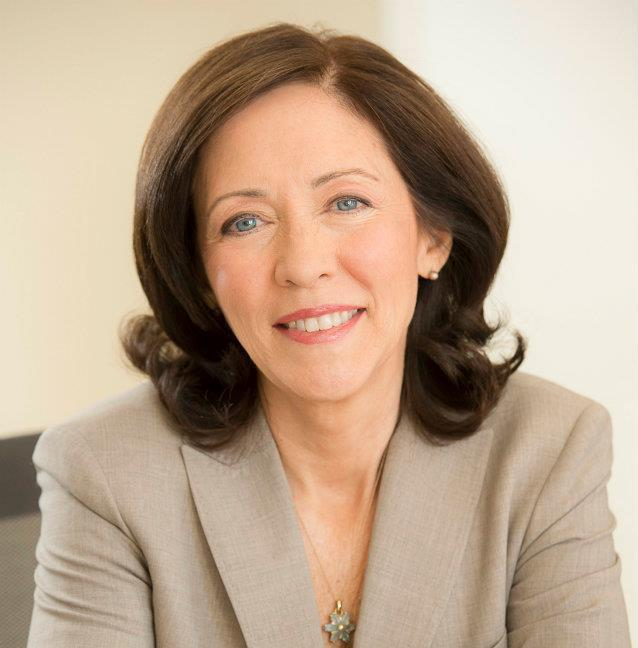
Maria Cantwell (D), sénatrice depuis 2001.

## Élections
Les deux sénateurs sont élus au suffrage universel direct pour un mandat de six ans. Les prochaines élections auront lieu en novembre 2030 pour le siège de la classe I et en novembre 2028 pour le siège de la classe III.

## Liste des sénateurs
| Sénateur de classe I | Sénateur de classe I | Sénateur de classe I | Congrès                              | Sénateur de classe III | Sénateur de classe III              | Sénateur de classe III |
| --- | --- | --- | ------------------------------------ | ---------------------- | ----------------------------------- | ---------------------- |
| | John B. Allen (en) (républicain) | | 51e (1889-1891)                      |                        | Watson C. Squire (en) (républicain) |                        |
| 52e (1891-1893) | John B. Allen (en) (républicain) | |                                      |                        | Watson C. Squire (en) (républicain) |                        |
| Vacant La législature de l'État de Washington échoue à élire un sénateur. Le sortant John B. Allen (en) est nommé par le gouverneur Elisha Peyre Ferry, mais le Sénat refuse de le laisser siéger. | Vacant La législature de l'État de Washington échoue à élire un sénateur. Le sortant John B. Allen (en) est nommé par le gouverneur Elisha Peyre Ferry, mais le Sénat refuse de le laisser siéger. | Vacant La législature de l'État de Washington échoue à élire un sénateur. Le sortant John B. Allen (en) est nommé par le gouverneur Elisha Peyre Ferry, mais le Sénat refuse de le laisser siéger. | 53e (1893-1895)                      |                        | Watson C. Squire (en) (républicain) |                        |
| | John L. Wilson (en) (républicain) | | 53e (1895)                           |                        | Watson C. Squire (en) (républicain) |                        |
| 54e (1895-1897) | John L. Wilson (en) (républicain) | |                                      |                        | Watson C. Squire (en) (républicain) |                        |
| 55e (1897-1899) | John L. Wilson (en) (républicain) | | George Turner (en) (démocrate)       |                        |                                     |                        |
| | Addison G. Foster (en) (républicain) | | George Turner (en) (démocrate)       | 56e (1899-1901)        |                                     |                        |
| 57e (1901-1903) | Addison G. Foster (en) (républicain) | | George Turner (en) (démocrate)       |                        |                                     |                        |
| 58e (1903-1905) | Addison G. Foster (en) (républicain) | | Levi Ankeny (en) (républicain)       |                        |                                     |                        |
| | Samuel H. Piles (en) (républicain) | | Levi Ankeny (en) (républicain)       | 59e (1905-1907)        |                                     |                        |
| 60e (1907-1909) | Samuel H. Piles (en) (républicain) | | Levi Ankeny (en) (républicain)       |                        |                                     |                        |
| 61e (1909-1911) | Samuel H. Piles (en) (républicain) | | Wesley L. Jones (en) (républicain)   |                        |                                     |                        |
| | Miles Poindexter (en) (républicain) | | Wesley L. Jones (en) (républicain)   | 62e (1911-1913)        |                                     |                        |
| 63e (1913-1915) | Miles Poindexter (en) (républicain) | | Wesley L. Jones (en) (républicain)   |                        |                                     |                        |
| 64e (1915-1917) | Miles Poindexter (en) (républicain) | | Wesley L. Jones (en) (républicain)   |                        |                                     |                        |
| 65e (1917-1919) | Miles Poindexter (en) (républicain) | | Wesley L. Jones (en) (républicain)   |                        |                                     |                        |
| 66e (1919-1921) | Miles Poindexter (en) (républicain) | | Wesley L. Jones (en) (républicain)   |                        |                                     |                        |
| 67e (1921-1923) | Miles Poindexter (en) (républicain) | | Wesley L. Jones (en) (républicain)   |                        |                                     |                        |
| | Clarence C. Dill (en) (démocrate) | | Wesley L. Jones (en) (républicain)   | 68e (1923-1925)        |                                     |                        |
| 69e (1925-1927) | Clarence C. Dill (en) (démocrate) | | Wesley L. Jones (en) (républicain)   |                        |                                     |                        |
| 70e (1927-1929) | Clarence C. Dill (en) (démocrate) | | Wesley L. Jones (en) (républicain)   |                        |                                     |                        |
| 71e (1929-1931) | Clarence C. Dill (en) (démocrate) | | Wesley L. Jones (en) (républicain)   |                        |                                     |                        |
| 72e (1931-1932) | Clarence C. Dill (en) (démocrate) | | Wesley L. Jones (en) (républicain)   |                        |                                     |                        |
| 72e (1932-1933) | Clarence C. Dill (en) (démocrate) | | Elijah S. Grammer (en) (républicain) |                        |                                     |                        |
| 73e (1933-1935) | Clarence C. Dill (en) (démocrate) | | Homer T. Bone (en) (démocrate)       |                        |                                     |                        |
| | Lewis B. Schwellenbach (démocrate) | | Homer T. Bone (en) (démocrate)       | 74e (1935-1937)        |                                     |                        |
| 75e (1937-1939) | Lewis B. Schwellenbach (démocrate) | | Homer T. Bone (en) (démocrate)       |                        |                                     |                        |
| 76e (1939-1940) | Lewis B. Schwellenbach (démocrate) | | Homer T. Bone (en) (démocrate)       |                        |                                     |                        |
| | Monrad C. Wallgren (en) (démocrate) | | Homer T. Bone (en) (démocrate)       | 76e (1940-1941)        |                                     |                        |
| 77e (1941-1943) | Monrad C. Wallgren (en) (démocrate) | | Homer T. Bone (en) (démocrate)       |                        |                                     |                        |
| 78e (1943-1944) | Monrad C. Wallgren (en) (démocrate) | | Homer T. Bone (en) (démocrate)       |                        |                                     |                        |
| 78e (1944-1945) | Monrad C. Wallgren (en) (démocrate) | | Warren G. Magnuson (en) (démocrate)  |                        |                                     |                        |
| 79e (1945) | Monrad C. Wallgren (en) (démocrate) | | Warren G. Magnuson (en) (démocrate)  |                        |                                     |                        |
| | Hugh B. Mitchell (en) (démocrate) | | Warren G. Magnuson (en) (démocrate)  | 79e (1945-1946)        |                                     |                        |
| | Harry P. Cain (en) (républicain) | | Warren G. Magnuson (en) (démocrate)  | 79e (1946-1947)        |                                     |                        |
| 80e (1947-1949) | Harry P. Cain (en) (républicain) | | Warren G. Magnuson (en) (démocrate)  |                        |                                     |                        |
| 81e (1949-1951) | Harry P. Cain (en) (républicain) | | Warren G. Magnuson (en) (démocrate)  |                        |                                     |                        |
| 82e (1951-1953) | Harry P. Cain (en) (républicain) | | Warren G. Magnuson (en) (démocrate)  |                        |                                     |                        |
| | Henry M. Jackson (démocrate) | | Warren G. Magnuson (en) (démocrate)  | 83e (1953-1955)        |                                     |                        |
| 84e (1955-1957) | Henry M. Jackson (démocrate) | | Warren G. Magnuson (en) (démocrate)  |                        |                                     |                        |
| 85e (1957-1959) | Henry M. Jackson (démocrate) | | Warren G. Magnuson (en) (démocrate)  |                        |                                     |                        |
| 86e (1959-1961) | Henry M. Jackson (démocrate) | | Warren G. Magnuson (en) (démocrate)  |                        |                                     |                        |
| 87e (1961-1963) | Henry M. Jackson (démocrate) | | Warren G. Magnuson (en) (démocrate)  |                        |                                     |                        |
| 88e (1963-1965) | Henry M. Jackson (démocrate) | | Warren G. Magnuson (en) (démocrate)  |                        |                                     |                        |
| 89e (1965-1967) | Henry M. Jackson (démocrate) | | Warren G. Magnuson (en) (démocrate)  |                        |                                     |                        |
| 90e (1967-1969) | Henry M. Jackson (démocrate) | | Warren G. Magnuson (en) (démocrate)  |                        |                                     |                        |
| 91e (1969-1971) | Henry M. Jackson (démocrate) | | Warren G. Magnuson (en) (démocrate)  |                        |                                     |                        |
| 92e (1971-1973) | Henry M. Jackson (démocrate) | | Warren G. Magnuson (en) (démocrate)  |                        |                                     |                        |
| 93e (1973-1975) | Henry M. Jackson (démocrate) | | Warren G. Magnuson (en) (démocrate)  |                        |                                     |                        |
| 94e (1975-1977) | Henry M. Jackson (démocrate) | | Warren G. Magnuson (en) (démocrate)  |                        |                                     |                        |
| 95e (1977-1979) | Henry M. Jackson (démocrate) | | Warren G. Magnuson (en) (démocrate)  |                        |                                     |                        |
| 96e (1979-1981) | Henry M. Jackson (démocrate) | | Warren G. Magnuson (en) (démocrate)  |                        |                                     |                        |
| 97e (1981-1983) | Henry M. Jackson (démocrate) | | Slade Gorton (républicain)           |                        |                                     |                        |
| 98e (1983) | Henry M. Jackson (démocrate) | | Slade Gorton (républicain)           |                        |                                     |                        |
| | Daniel J. Evans (républicain) | | Slade Gorton (républicain)           | 98e (1983-1985)        |                                     |                        |
| 99e (1985-1987) | Daniel J. Evans (républicain) | | Slade Gorton (républicain)           |                        |                                     |                        |
| 100e (1987-1989) | Daniel J. Evans (républicain) | | Brock Adams (démocrate)              |                        |                                     |                        |
| | Slade Gorton (républicain) | | Brock Adams (démocrate)              | 101e (1989-1991)       |                                     |                        |
| 102e (1991-1993) | Slade Gorton (républicain) | | Brock Adams (démocrate)              |                        |                                     |                        |
| 103e (1993-1995) | Slade Gorton (républicain) | | Patty Murray (démocrate)             |                        |                                     |                        |
| 104e (1995-1997) | Slade Gorton (républicain) | | Patty Murray (démocrate)             |                        |                                     |                        |
| 105e (1997-1999) | Slade Gorton (républicain) | | Patty Murray (démocrate)             |                        |                                     |                        |
| 106e (1999-2001) | Slade Gorton (républicain) | | Patty Murray (démocrate)             |                        |                                     |                        |
| | Maria Cantwell (démocrate) | | Patty Murray (démocrate)             | 107e (2001-2003)       |                                     |                        |
| 108e (2003-2005) | Maria Cantwell (démocrate) | | Patty Murray (démocrate)             |                        |                                     |                        |
| 109e (2005-2007) | Maria Cantwell (démocrate) | | Patty Murray (démocrate)             |                        |                                     |                        |
| 110e (2007-2009) | Maria Cantwell (démocrate) | | Patty Murray (démocrate)             |                        |                                     |                        |
| 111e (2009-2011) | Maria Cantwell (démocrate) | | Patty Murray (démocrate)             |                        |                                     |                        |
| 112e (2011-2013) | Maria Cantwell (démocrate) | | Patty Murray (démocrate)             |                        |                                     |                        |
| 113e (2013-2015) | Maria Cantwell (démocrate) | | Patty Murray (démocrate)             |                        |                                     |                        |
| 114e (2015-2017) | Maria Cantwell (démocrate) | | Patty Murray (démocrate)             |                        |                                     |                        |
| 115e (2017-2019) | Maria Cantwell (démocrate) | | Patty Murray (démocrate)             |                        |                                     |                        |
| 116e (2019-2021) | Maria Cantwell (démocrate) | | Patty Murray (démocrate)             |                        |                                     |                        |
| 117e (2021-2023) | Maria Cantwell (démocrate) | | Patty Murray (démocrate)             |                        |                                     |                        |
| 118e (2023-2025) | Maria Cantwell (démocrate) | | Patty Murray (démocrate)             |                        |                                     |                        |
| 119e (2025-2027) | Maria Cantwell (démocrate) | | Patty Murray (démocrate)             |                        |                                     |                        |